# Serafino Ricci

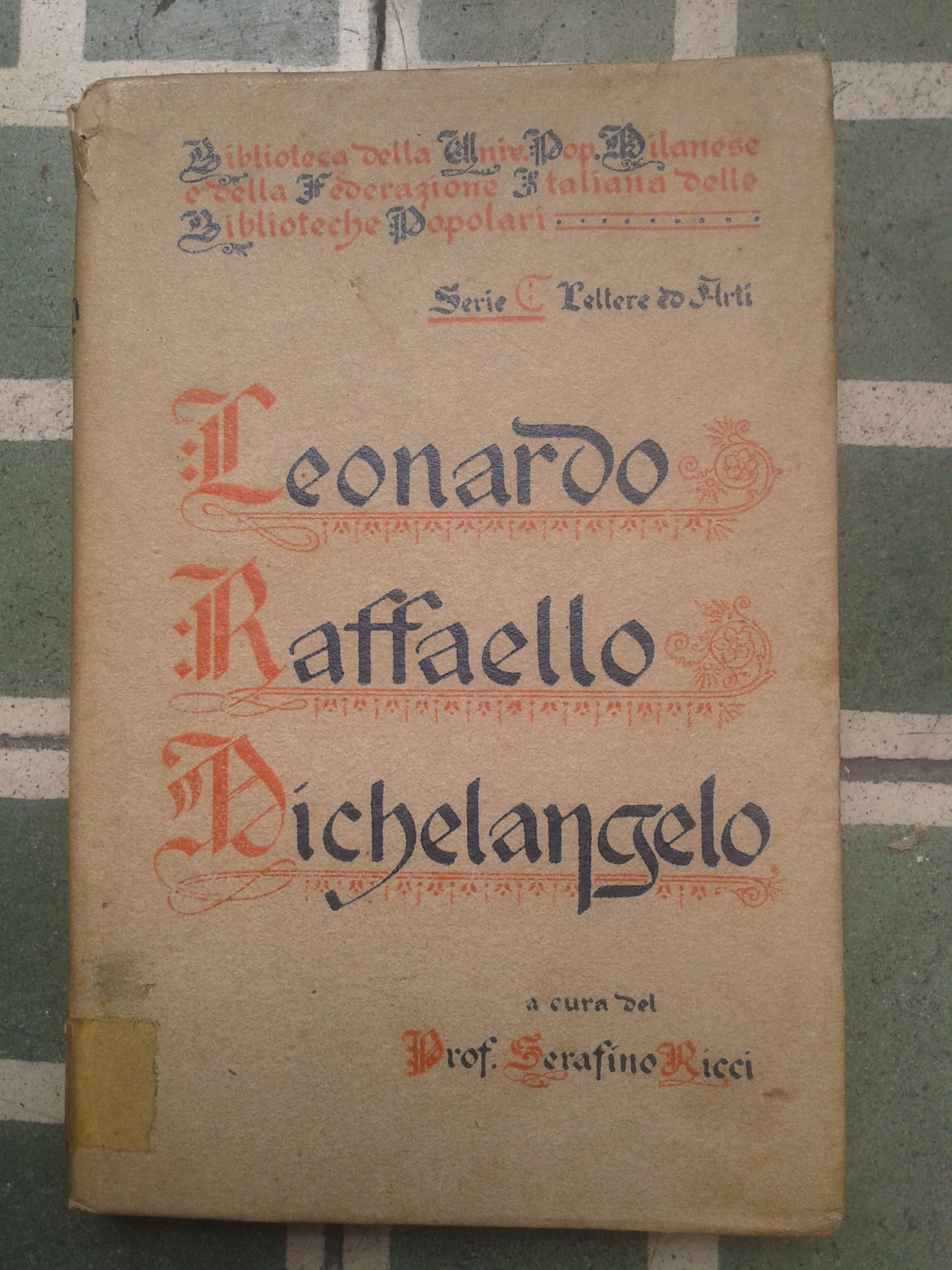
Leonardo, Raffaello, Michelangelo, Serafino Ricci. Biblioteca della Univ. Pop. Milanese e della Federazione Italiana delle Biblioteche Popolari. Serie C: Lettere ed Arti. Milano. 1915.

Serafino Ricci (10 marzo 1867 – Malnate, 13 gennaio 1943) è stato un numismatico e museologo italiano.

## Biografia
Conseguì la laurea in Lettere presso l'Accademia scientifico-letteraria di Milano nel 1890 e il diploma di Archeologo specializzato in Antichità e Epigrafie classiche nel 1894.
Fu docente universitario nel 1896 di Antichità ed Epigrafie classiche; nel 1900 di Archeologia presso l'Università degli Studi di Pavia; nel 1907 di Numismatica e Medaglistica; poi per dieci anni nell'Università di Bologna. Fu anche titolare di un corso libero di “Numismatica e Medaglistica” presso l'Università Cattolica del Sacro Cuore di Milano dall'anno accademico 1938/39 al gennaio 1943.
Dal 1900, fu ispettore e poi dirigente e consulente presso musei di Torino, Milano (Brera,  Sovrintendenza Monumenti, Castello Sforzesco), Roma (Foro Romano), Modena (Galleria Estense), Bologna (Museo Civico).
Nel 1903 fondò il Circolo numismatico milanese e il Bollettino italiano di numismatica e di arte della medaglia; nel 1905 la Rivista archeologica lombarda.
Ha diretto la Rivista italiana di numismatica.

## Opere

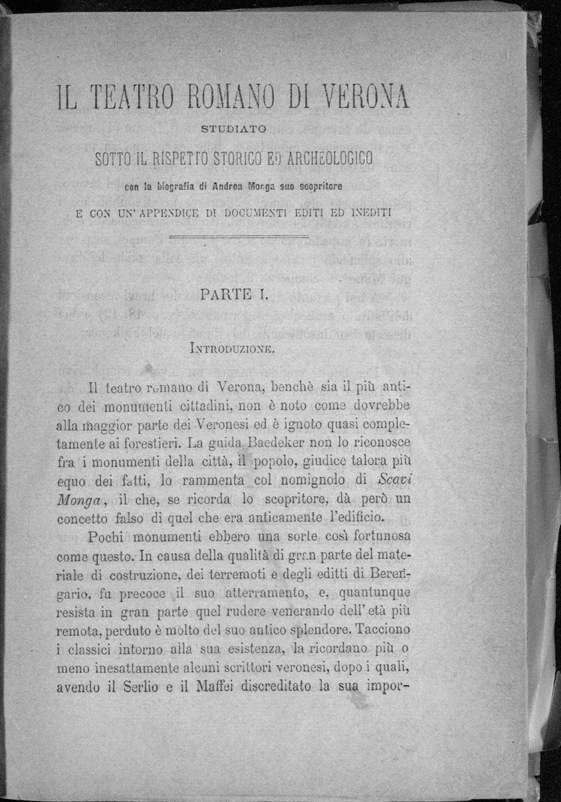
Il teatro romano di Verona, 1895

- Il teatro romano di Verona, Venezia, 1895.
- Manuale di Epigrafia latina, 1898
- Trattato di archeologia, 1901
- Monetazione Imperiale Romana, funzione capitale dell'Impero nella Storia della Civiltà (V Congresso dell'Istituto di Studi Romani)
- Storia della Moneta in Italia